# لیکوود، نیوجرسی
لیکوود (به انگلیسی: Lakewood Township) شهری در ایالت نیوجرسی کشور ایالات متحده آمریکا است که جمعیت آن در سرشماری سال ۲۰۱۰ میلادی، ۹۲٬۸۴۳ نفر بوده‌است.